# Mohand Amokrane Belaïdi
Mohand Amokrane Belaïdi (en kabyle : Muḥend Ameqqṛan Belɛidi) dit Jean, né le 2 septembre 1908 dans la commune mixte de la Soummam (ex-département de Constantine), en Algérie pendant la periode coloniale française, et mort le 26 décembre 1936 à Valdelinares, commune située dans la province de Teruel, en Aragon, en Espagne, est un mécanicien navigant, syndicaliste, militant socialiste "pivertiste", révolutionnaire et volontaire aux côtés des républicains pendant la Guerre d'Espagne.

## Biographie

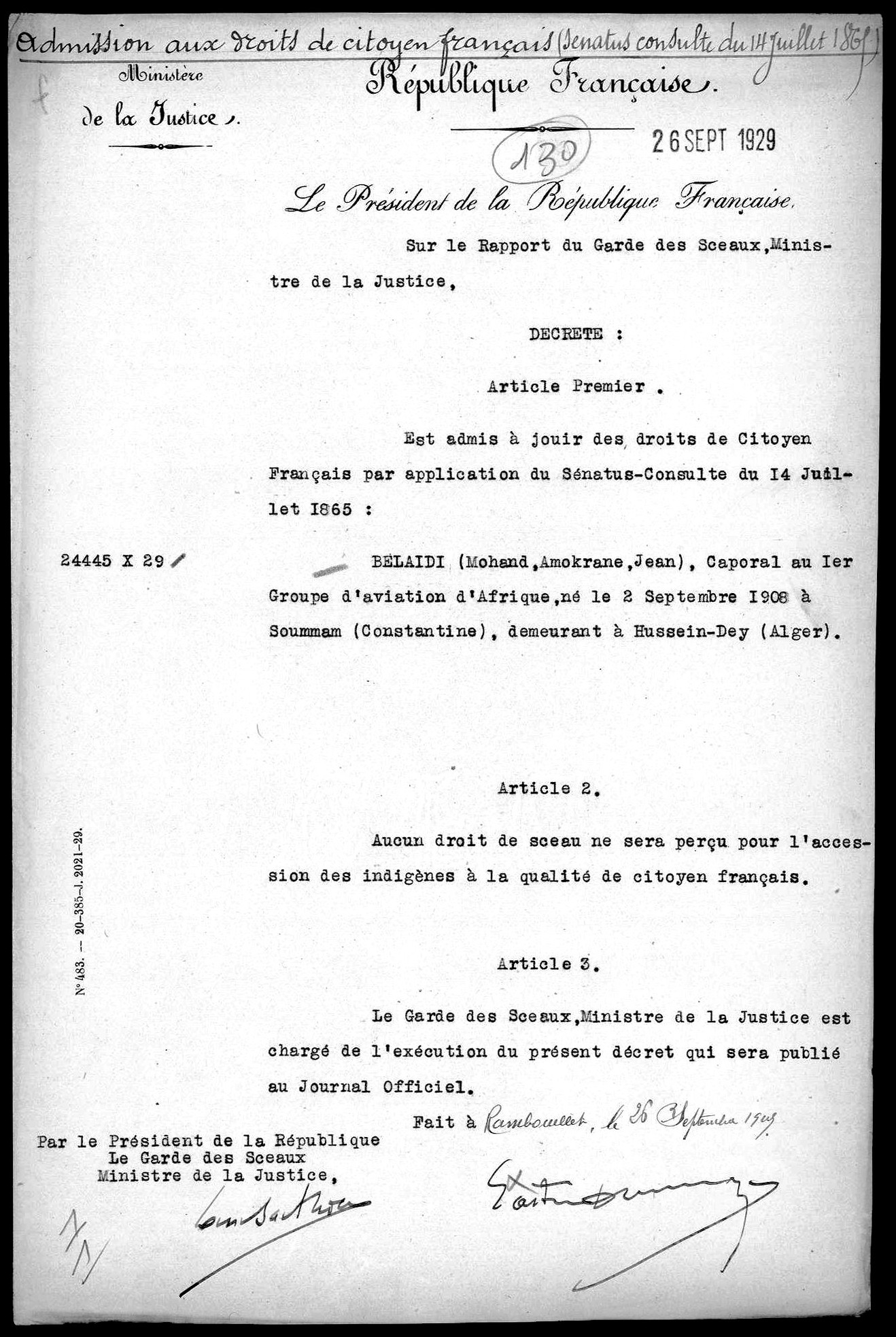
Document de naturalisation de Mohand Amokrane Belaïdi dit Jean, archives nationales (France), décrets de naturalisation de l'année 1929 (juillet à septembre).

Jean Belaïdi, naturalisé Français le 26 septembre 1929, était alors caporal au sein du 1er groupe d’aviation d’Afrique, stationné dans la Base aérienne 148 Hussein Dey, près de la ville d'Alger. Mécanicien breveté d’aviation, il militait depuis plusieurs années dans les rangs de la 7e section de Paris de la Fédération socialiste Section française de l'Internationale ouvrière de la Seine, une organisation engagée dans la défense des droits des travailleurs et dans la lutte contre les inégalités sociales. C'est dans ce contexte de forte activité politique et syndicale qu'éclata la rébellion du général Franco contre le gouvernement républicain espagnol en 1936. Face à la menace du fascisme grandissant en Europe, Belaïdi décide de prendre les armes aux côtés des républicains espagnols pour défendre la démocratie.

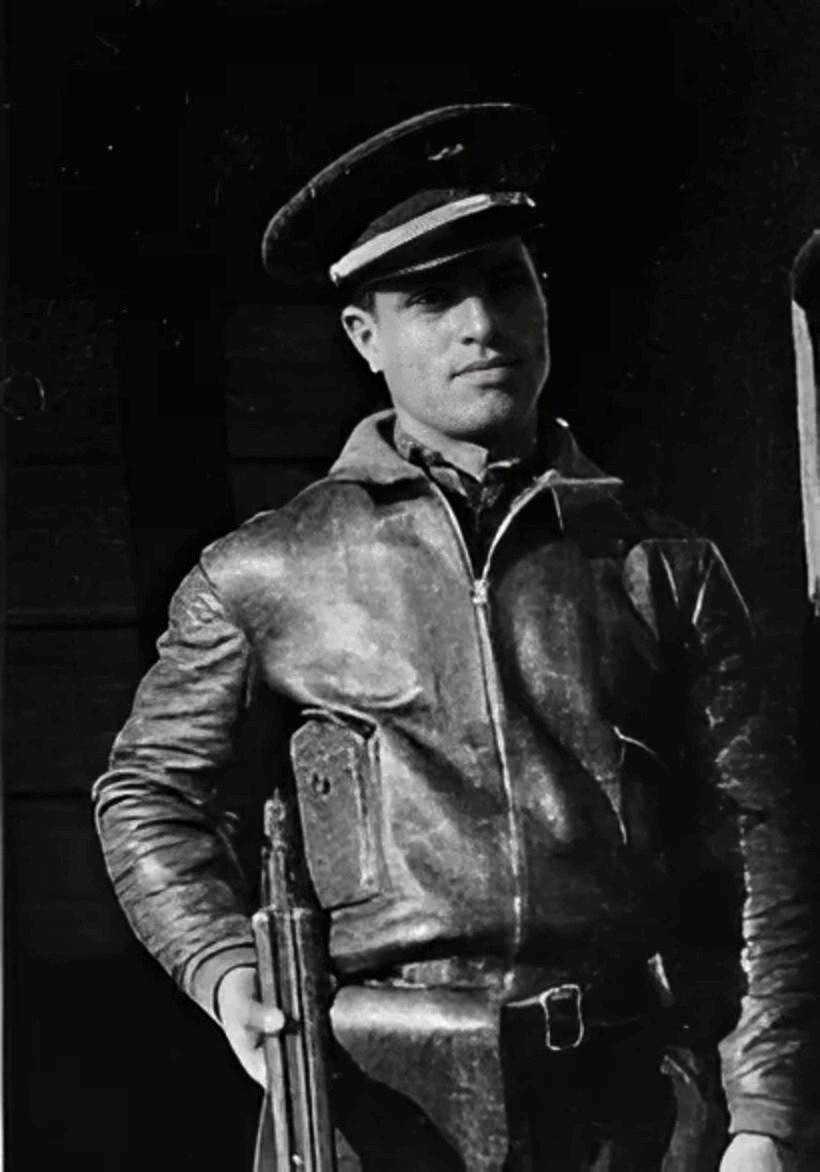
Mohand Amokrane Belaïdi, dit Jean, en Espagne en 1936.

Il rejoint ainsi le premier détachement de volontaires constitué par la 15e section de Paris, animée par le militant socialiste Marceau Pivert, qui s’était donné pour mission de lutter contre l’avancée des troupes franquistes. Militants syndicalistes et antifascistes, ils font partie des milliers de volontaires venus du monde entier pour défendre la République espagnole contre l’agression franquiste. Jean Belaïdi, militant syndicaliste convaincu, fait partie de ces Algériens qui répondent à l'appel des Brigades internationales, des formations composées de combattants étrangers venus prêter main-forte aux républicains. Il s’engage aux côtés de personnalités de divers horizons politiques, comme Mohamed Saïl, anarcho-syndicaliste, et Rabah Oussidhoum, communiste, qui comptent parmi les 500 à 800 Algériens ayant rejoint le front républicain en Espagne,.
Dans ce contexte tumultueux, André Malraux, écrivain et ancien ministre, avait lui aussi pris la décision de rejoindre les rangs de la République dès qu’il apprit l'insurrection des généraux putschistes en Espagne. Il prend la tête de l'Escadrille España, une unité de pilotes et de mécaniciens, et recrute de nombreux volontaires pour soutenir la cause républicaine. C’est dans ce cadre qu’il rencontre Jean Belaïdi, qui arrive à Albacete, le centre de rassemblement et de formation des Brigades internationales. Malraux, qui a besoin de mécaniciens pour son escadrille aérienne, recrute Belaïdi, un homme qu’il admire particulièrement. Ainsi, Jean Belaïdi s'inscrit pleinement dans l’histoire des Brigades internationales, aux côtés de milliers d'autres volontaires étrangers venus défendre la République espagnole contre le fascisme.

## Histoire et contexte de l'abattage du Potez-54 Ñ
L’automne 1936 est une période de bouleversements, tant au niveau national qu’international. C’est à cette époque que l’aide internationale s’accroît de part et d’autre de la guerre d’Espagne. Bien qu’il y ait déjà des combattants étrangers (par exemple, des sportifs ayant participé aux Jeux populaires de Barcelone le 18 juillet), c’est à partir du 14 octobre que les premières Brigades internationales commencent à arriver dans la péninsule, principalement vers Madrid assiégée.

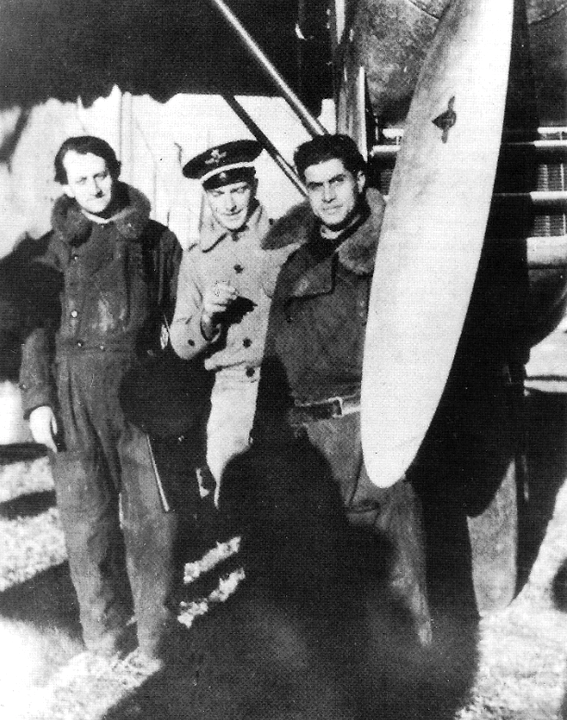
Mohand Belaïdi (à droite), avec Malraux, quelques jours avant l'événement, 1936

Du côté des rebelles, face à la stagnation du front, Mussolini envisage d’augmenter les troupes déjà envoyées en Espagne, tandis qu’Hitler penche plutôt pour une unité hautement spécialisée, qui deviendra la Légion Condor, un bond en avant significatif par rapport à l’appui logistique et matériel fourni jusqu’alors.

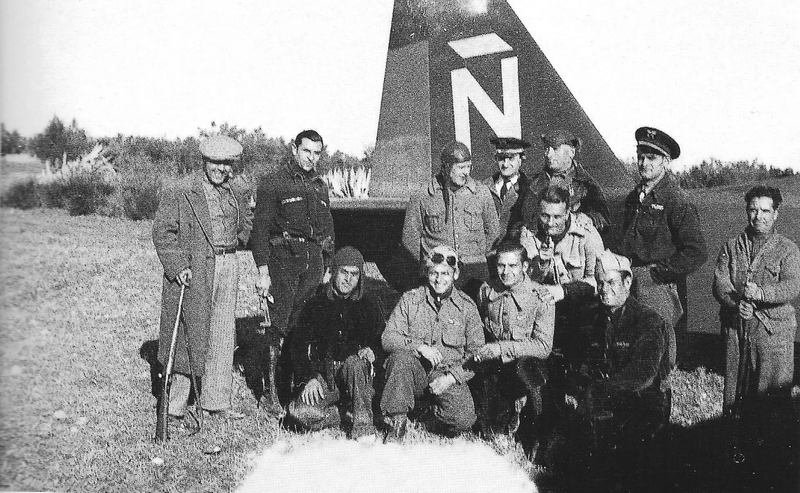
Le Potez Ñ, avec son équipage, à La Señera, 1936.

Viñas fait rappeler que : « Il ne faut pas oublier qu’en termes d’effectifs, le Condor a presque triplé la présence soviétique. Mais, bien sûr, il ne s’agissait pas du même type de personnel. Le Kremlin a envoyé des cadres, des conseillers, des pilotes et des tankistes, en nombre relativement faible. Ce qu’Hitler envoie en Espagne, c’est toute une formation qui, comme le souligne l’aviateur et historien américain Robert N. Proctor, est à bien des égards révolutionnaire.
Le 6 novembre, un gouvernement remanié de la Seconde République, avec l’entrée de ministres anarchistes, se déplace de Madrid à Valence. Auparavant, le 30 octobre, la militarisation de tous les hommes âgés de vingt à quarante-cinq ans avait été décrétée, mais l’état de guerre n’avait pas été décrété, afin que les rebelles n’obtiennent pas le statut de belligérants.
Les Brigades internationales arrivent à Barcelone puis à Madrid, où leur contribution est décisive. Elles établissent leur base de regroupement et d’entraînement à Albacete. L’escadrille espagnole y séjourne également quelques semaines. Malraux effectue plusieurs voyages en France pour tenter d’obtenir du matériel supplémentaire et profite également de l’accalmie des combats (même s’ils continuent d’opérer depuis l’aéroport de Los Llanos) pour remplacer la plupart des mercenaires de l’escadrille, engagés à prix d’or dans la cohue de juillet et qui ne sont pas tous disciplinés et efficaces, par des volontaires, en conservant quelques pilotes clés, comme Abel Guidez, qui assurera la gestion quotidienne de l’équipe en l’absence de l’écrivain. C’est fin novembre que Malraux est promu Lieutenant-colonel, Guidez major et Nothomb lieutenant. Sur proposition de ce dernier, l’escadron prend le nom de Malraux, visible sur les véhicules utilisés. Début décembre, l’escadron passe quelques jours de repos dans une luxueuse propriété à Torrent, près de Valence, une pause qui permet de consolider les nouveaux équipements. Elle s’installe ensuite à l’aérodrome de La Señera, près de Chiva, d’où elle entame les opérations qui aboutiront à l’abattage du Potez 54, Ñ. Le gouvernement espagnol, confronté à la poursuite du siège de Madrid, planifie des opérations de diversion pour obliger Franco à détourner des troupes du centre pour s’occuper d’attaques périphériques. L’une d’entre elles sera Teruel. À cette date, en décembre 1936, l’escadrille compte au total 42 membres, en majorité français, dont 15 pilotes et 11 mécaniciens.
Au sol, la République lance des troupes de choc pour conquérir Teruel (notamment la XIIe Brigade internationale qui vient d’être constituée). Dans les airs, l’escadrille Malraux participe activement en bombardant les installations ferroviaires, le cimetière et les défenses aériennes de la ville.
À la mi-décembre, face aux attaques républicaines, les franquistes décident d’envoyer deux patrouilles de Heinkel He 51 sur l’aérodrome de Caudé, au nord de Teruel. Ce sont eux qui ont abattu le Potez qui fait l’objet de cette série.
L'escadrille Malraux, stationnée début décembre 1936 à l’aérodrome de La Señera, mène de nombreuses opérations visant la ville de Teruel et ses environs. Ces missions culmineront le 27 décembre, un jour marquant dans l’histoire de l'escadrille. Dès le début de la guerre, en juillet, les combats dans la région de Sarrión se sont intensifiés, entraînant la mort du commandant Aguado, chef des insurgés de Teruel, ce qui força les forces franquistes à se replier sur la ville de Teruel. À partir de cette date, des événements d’une brutalité inouïe se déroulèrent dans la capitale, notamment des exécutions sommaires sur la Plaza del Torico et les atrocités des puits de Caudé. Cependant, à la fin du mois d'août, le front se stabilise, et la province de Teruel est divisée. La ville elle-même est presque entièrement encerclée par les forces républicaines, ne laissant qu’une seule issue, par la vallée de Jiloca. Sur le terrain, les lignes de front sont délimitées par l'axe Alpeñés-Aguatón-Celadas-Teruel-Villel, qui se dirige ensuite vers la cordillère de l'Albarracín. Les villes comme Valderrobres, Alcañiz, Castellote, Mora de Rubielos et Valdelinares, qui restent sous contrôle républicain, témoignent de la configuration stratégique des forces en présence. Cette carte des lignes de front montre clairement qu'une prise de Teruel ouvrirait la route vers Saragosse, permettant ainsi de contourner la résistance franquiste et de prendre l’initiative dans la guerre.
Le petit village de Valdelinares, le plus haut d'Espagne avec ses 400 habitants, fut un lieu stratégique pendant cette période. L'église du village, occupée dès les premiers combats, fut utilisée comme entrepôt après que ses biens aient été brûlés. Il est intéressant de noter qu’aujourd’hui encore, à l’entrée de l’église, une pierre porte l’inscription CNT-FAI, un témoignage de l’occupation anarchiste de la région. Par ailleurs, la croix utilisée lors des processions est aujourd’hui réalisée à partir des morceaux du fuselage du Potez Ñ, un avion de l’escadrille Malraux, qui s’écrasa dans la commune.
Dès le début de décembre, l’armée républicaine se fixe pour objectif de prendre la ville de Teruel, une mission qu’elle ne parviendra à accomplir qu’un an plus tard. La prise de cette ville permettrait d’ouvrir la route vers Saragosse et de frapper directement la capitale aragonaise. Parmi les troupes républicaines, la XIIIe Brigade internationale s’intègre dans les forces commandées par les colonels La Calle, del Rosal et Velasco. De leur côté, les troupes rebelles dépendent totalement des lignes de ravitaillement en provenance de Saragosse. Ce n’est que mi-décembre que la situation aérienne change : deux escadrilles de Heinkel-51, soit six appareils en tout, reçoivent l’ordre de se déployer sur l’aérodrome de Caudé. Elles arrivent sur place le 25 décembre.
Bien que le commandant Peña, en Espoir, sierra de Teruel, pensait que les chasseurs ennemis qui auraient pu les attaquer venaient probablement de Calamocha, ce sont en fait ceux basés à Caudé qui parviendront à abattre l’avion de l’escadrille Malraux, le Potez, qui s’écrasera dans la région de Valdelinares.
Du côté républicain, le secteur de Teruel subit de lourds bombardements les 4, 12, 17, 21 et 24 décembre, avant que les colonnes républicaines ne lancent leur attaque. Le 24 décembre, quatre Potez-54, escortés par trois chasseurs Polikarpov I-15, larguent plus de 100 bombes sur la gare de Teruel et ses bâtiments militaires adjacents, infligeant de lourds dégâts à l'infrastructure.

Le 26 décembre, selon les témoignages de Paul Nothomb, une nouvelle opération voit la participation de plusieurs avions de l'escadrille Malraux. Nothomb décrit ainsi la mission :
« Notre objectif est très précis : frapper la gare et ses environs, la route menant à Saragosse, ainsi que la centrale électrique. […] Le ciel est dégagé, et aucune opposition ennemie n’est signalée. Nous regagnons notre base sans incident. Un nouveau raid est prévu pour le lendemain, si la météo le permet. »
Le 27 décembre, la météo est idéale : ciel dégagé, sans vent et quelques nuages cirrus qui faciliteraient une approche discrète. Cependant, selon les détails fournis par Gesalí-Gascón, le décollage a lieu avant le lever du soleil, à 7h15 du matin. Le Potez S, piloté par Jean Darry, l’un des rares mercenaires restants dans l'escadrille, s’écrase en raison d’un incendie dans le moteur gauche, rendant l’avion inutilisable. Malraux, occupant le poste de mitrailleur, survit indemne à l'incident, se contentant de quelques égratignures au cou et à la poitrine, comme il le racontera plus tard lors de son voyage au Canada.
Ce retard au décollage aura des conséquences tragiques pour l'équipage du Potez-54 Ñ, piloté par les Français Marcel Florein et Pierre Bourgeois. Le retard les empêche de décoller en même temps qu'un autre Potez-54, le S, piloté par le lieutenant Gregorio Garay Martín de l’aviation républicaine. Le Potez-54, avec une vitesse maximale d'environ 320 km/h à 4 000 m d'altitude, devait théoriquement arriver au-dessus de Teruel vers midi, mais le retard accumulé, combiné avec la durée du vol, modifie l’issue de la mission. Le succès de l’opération de la veille, ainsi que les avertissements reçus pendant le vol en plein jour, conduisent au décollage des Heinkel-51, qui viennent tout juste d'arriver à Caudé deux jours plus tôt. Ces chasseurs vont rapidement intercepter les deux bombardiers Potez-54, qui étaient initialement non escortés. Les deux avions, ou peut-être un seul, sont attaqués. Les témoignages divergent quant à l’issue de l’autre Potez, le S. Gesalí-Gascón soutient qu'il a été abattu et s'est écrasé à Celadas, au nord de Teruel, tandis que Carlos Javier Sánchez rapporte que le Potez S a réussi à se rendre à Barracas, où il se crasha, tuant son équipage sur le coup : Garay, Ángel Blázquez, Emilio Walker et Adolfo Alcázar.
Concernant le Potez Ñ, lors de leur conférence à Viver en 2022, David Gesalí et Alberto Gascón ont présenté une lettre du pilote Pierre Bourgeois, qui fournit des informations cruciales. Selon Bourgeois, en matinée, alors qu'il est occupé à éteindre le feu du Potez S, seul l'avion espagnol reste opérationnel et est finalement abattu « sur nos lignes », probablement près de Barracas. En revanche, l'avion Ñ décolle dans l'après-midi pour bombarder le cimetière de Teruel, un site stratégique qui abrite des batteries antiaériennes. Ce raid fait partie d'une série d'opérations menées par l'escadrille Malraux, dont Salas Larrazábal rapporte une autre mission à 13 h 45, où des chasseurs escortent des Potez, probablement celle à laquelle Bourgeois fait allusion.
Il demeure incertain si le Potez Ñ était accompagné de chasseurs au moment de son raid. Si c'était le cas, il est possible que ces derniers aient décollé depuis Barracas, bien que leur faible rayon d'action rende cette hypothèse délicate à confirmer. En effet, Salas Larrazábal mentionne que le 27 décembre, les Heinkel-51 ont décollé pour empêcher les bombardements des Potez-54, qui étaient alors escortés par six chasseurs soviétiques. Cependant, en parlant de l'attaque d'un Potez — celui du lieutenant Garay — il semble faire référence à l'incident du matin, bien que plusieurs avions soient impliqués dans les affrontements de cette journée,.

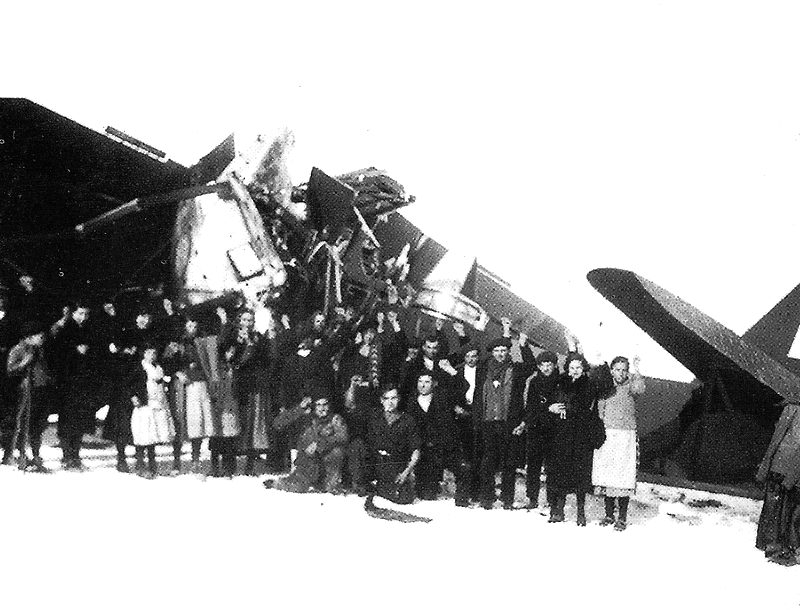
Le Potez Ñ écrasé, à l'arrivée des premiers habitants, 1936.

Dans sa lettre, Pierre Bourgeois décrit comment le Potez de Florein est attaqué par cinq chasseurs Heinkel 51 lors de son approche de Teruel. Moins maniable que les Heinkel, le Potez est durement mitraillé. En tentant de regagner sa base, l'avion pénètre en territoire républicain, où trois chasseurs soviétiques interviennent pour repousser les Heinkel. Cependant, un moteur prend feu et, au moment de l'atterrissage d'urgence, Jean Belaïdi remplace le mitrailleur Jean Maréchal, blessé à la cuisse droite par les balles ennemies. Alors que l'avion est sur le point de s'écraser, Belaïdi actionne les manettes de déclenchement pour larguer la dernière bombe, évitant ainsi une explosion à l'impact.

## La mort tragique de Belaïdi

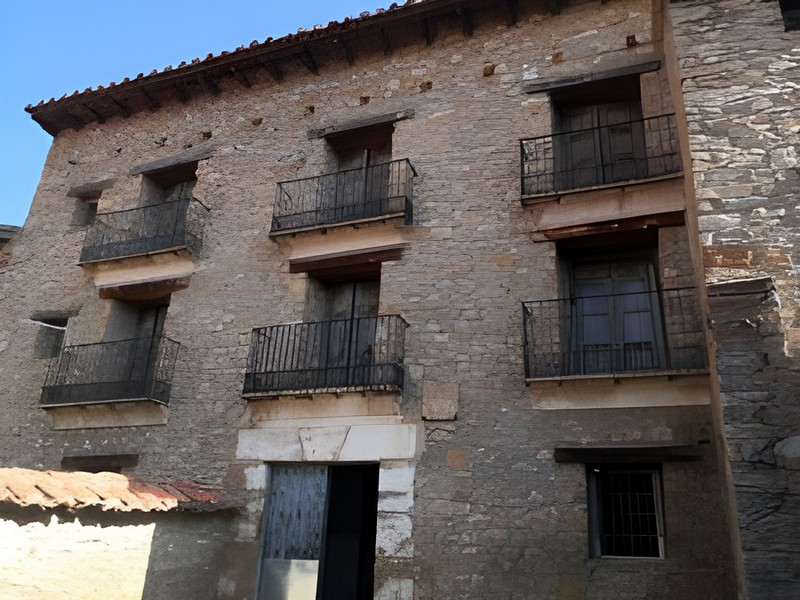
Casa Lozano, Antoni Cisteró, 2024.

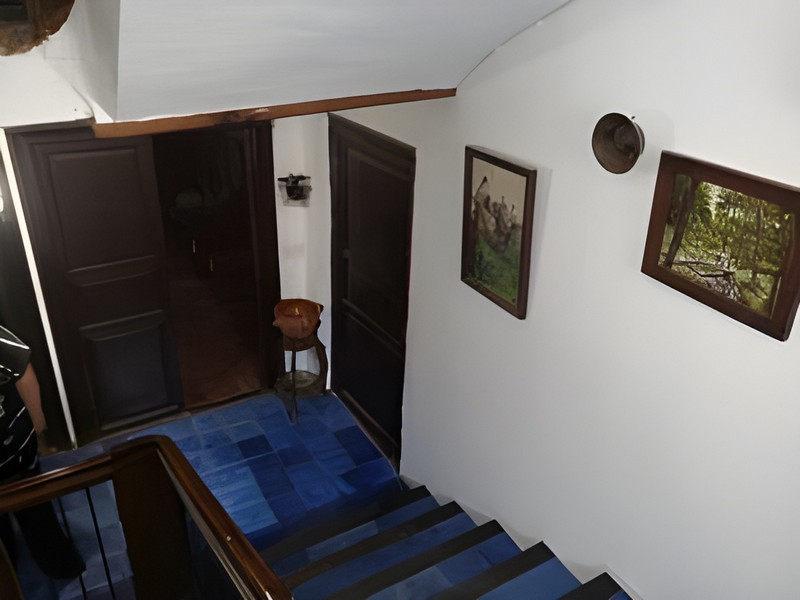
Casa Lozano, vue générale et descente vers la pièce (porte à droite) où fut déposé le corps de Belaïdi, Antoni Cisteró, 2024

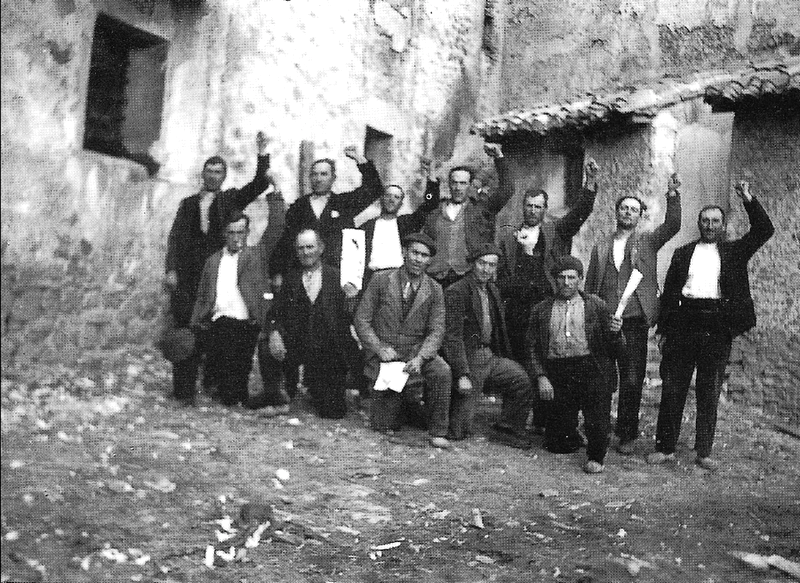
Paysans de la région, au passage du cortège funèbre, 1936.

Après avoir remplacé les mitrailleurs blessés à deux reprises, Belaïdi meurt finalement criblé de balles à son poste. Quatre autres membres de l’équipage — Jean Maréchal (mitrailleur français), Maurice Combébias (mitrailleur français), George Croisiaux (mitrailleur belge) et Taillefer (mitrailleur et bombardier français) — sont blessés. En revanche, Marcel Florein (pilote principal) et Pierre Bourgeois (second pilote) sortent indemnes de cette tragique confrontation.
Selon les bruits des bombes et le bruit du crash qui a suivi, il est raisonnable de penser que les habitants de Valdelinares se sont précipités sur les lieux de l'accident, ce qui a pris environ une heure. Après avoir porté assistance aux blessés, ils les ont ramenés au village à la tombée de la nuit. Le témoignage de Teresa Lozano permet de confirmer que les blessés, ainsi que le corps de Belaïdi, ont été déposés dans la maison de la famille Lozano, la plus aisée du village à l'époque. Il existe cependant une légère divergence dans les récits, bien qu’elle ne modifie en rien le déroulement des événements : selon le pilote Bourgeois, le mitrailleur algérien serait mort sur le coup, au moment de l'accident, alors que d'autres témoins locaux ont affirmé qu'il est décédé plus tard, dans la chambre de la mezzanine inférieure de la maison de la famille Lozano, située rue Hispano América.
Dans ses mémoires, Paul Nothomb décrit ainsi la scène : « Malraux sollicite l’aide des paysans pour démonter l’avion écrasé. Il revient ensuite, montant une mule, tandis que Florein prend la tête du convoi et lui clôt la marche à l’arrière. »
Jean Belaïdi fut la seule victime de cet accident, lorsqu'un avion s’écrasa sur les crêtes de la Sierra de Teruel. Son cercueil fut honoré par la population espagnole, et il fut enterré au cimetière de Chiva, aux côtés de son camarade François Allot, également tué lors d’un incident peu de temps avant. Les restes de Jean Belaïdi furent retrouvés dans un cimetière aux environs de Valence, en Espagne. Après avoir été dissimulé aux autorités pendant plusieurs décennies, il fut finalement inhumé dans une niche, aux côtés d’un autre camarade de combat.

## Hommage
D’après le journaliste américain Shade, Belaïdi s'est rapidement bâti une réputation solide parmi ses camarades d’armes. Il était respecté non seulement pour ses compétences de combattant – son courage, son efficacité et son esprit d’équipe – mais aussi pour ce qu'on désigne comme « l’esprit d’enfance ». Ce trait de caractère, associé à une candeur et une passion authentique, représente à ses yeux l’essence même de la révolution espagnole.
Malraux était profondément attaché à Belaïdi, qu’il considérait comme l’incarnation du courage et de l’engagement. Belaïdi, par sa bravoure et son dévouement, était perçu comme un exemple à suivre parmi les volontaires de l’Escadrille España, et en son honneur, l’escadrille Malraux a donné son nom à l’un des rares Potez-54, P, qui participe à sa dernière opération, la protection des fugitifs de Malaga (La Desbandá), le 11 février 1937.
H. Janvier, secrétaire de la 7e section lui rendit hommage dans le journal socialiste Le Populaire:
« Victime parmi toutes les victimes qui luttent pour la liberté du monde, notre camarade n’est plus [...] Toute la section s’incline devant toi mon brave Jean. Ta mort héroïque ne sera pas vaine. »

## Dans les arts

### Littérature
En décembre 1937, André Malraux publie son roman L'Espoir, inspiré de la guerre civile espagnole et racontant l'engagement politique, la condition humaine, l'espoir et la révolte. Parmi les combattants républicains se trouve une figure emblématique importante, symbole de résistance et de fraternité, mais aussi héros tragique : Saïdi, en réalité Jean Belaïdi, un Algérien socialiste incarnant ainsi la participation nord-africaine à ce conflit.

### Cinéma
Le roman de Malraux, L'Espoir, a servi de base à son film Espoir, sierra de Teruel, réalisé avec Boris Peskine. Jean Belaïdi, dont le nom dans L'Espoir est « Saïdi », fait une brève apparition vers la fin du film sous le même nom de personnage, interprété par l'acteur espagnol Serafín Ferro.

## Notices
- Dictionnaire biographique, mouvement ouvrier, mouvement social, « Le Maitron » : notice biographique.